# پتوومک (مریلند)
پتوومک (به انگلیسی: Potomac) شهری در ایالت مریلند کشور ایالات متحده آمریکا است که جمعیت آن در سرشماری سال ۲۰۱۰ میلادی، ۴۴٬۹۶۵ نفر بوده‌است.